# 熱帶風暴楊柳 (2013年)
熱帶風暴楊柳（英語：Tropical Storm Podul，國際編號：1331，聯合颱風警報中心：WP322013，菲律賓大氣地球物理和天文管理局：Zoraida）為2013年太平洋颱風季第三十一個被命名的風暴。「楊柳」（韓語：버들）一名由朝鮮提供，楊柳樹常見於市鎮及鄉間。在悶熱的天氣下，人們都喜愛在楊柳樹蔭下乘涼及閒談。

## 發展過程
2013年11月9日，一個低壓區在帛琉東南部海面上生成。同日早上，美國海軍研究實驗室給予擾動編號90W。下午2時，聯合颱風警報中心對其在24小時內形成為熱帶氣旋的機會給予「LOW」的評級。同時，日本氣象廳將其升格為熱帶低氣壓。
11月10日上午3時30分，日本氣象廳對其發出海上烈風警報。上午9時30分，聯合颱風警報中心將發展機率升級為「MEDIUM」。
11月11日上午1時，聯合颱風警報中心對其發佈熱帶氣旋形成警報。
11月14日上午1時，聯合颱風警報中心取消熱帶氣旋形成警報。下午8時，聯合颱風警報中心再度對其發佈熱帶氣旋形成警報。下午9時15分，日本氣象廳將其升格為熱帶風暴，並命名爲楊柳。下午11時，聯合颱風警報中心將其升格為熱帶低氣壓，並給予編號32W。
11月15日上午8時45分，日本氣象廳將其降格為熱帶低氣壓。上午11時，聯合颱風警報中心發出最後警報標示。
11月17日上午2時，日本氣象廳認為楊柳已逐漸消散。

## 影響

### 菲律賓
當地最高熱帶氣旋警告信號：一號風暴信號
11月11日上午5時，菲律賓大氣地球物理和天文管理局將已進入責任範圍的低壓區升格為熱帶低氣壓，發佈第一報熱帶氣旋資訊，命名為Zoraida，並發出一號風暴信號，表示會為菲律賓繼續帶來狂風大雨。
11月12日下午3時30分，菲律賓氣象部門將其降格為低壓區，發佈最後一報熱帶氣旋資訊，並解除一號風暴信號。

### 越南
楊柳吹襲越南，增至34人死亡，11人失蹤。氣象部門說，中部廣義省雨量最多，達到700毫米，其他省份的雨量亦達300至600毫米，一些省份的河流水位達到歷史高位。當局說，洪水破壞樹木、房屋和橋樑，阻塞交通，數以萬計居民受到影響。

## 熱帶氣旋信號使用記錄

### 菲律賓
| 菲律賓大氣地球物理和天文管理局 風暴信號 | 菲律賓大氣地球物理和天文管理局 風暴信號 | 菲律賓大氣地球物理和天文管理局 風暴信號 |
| --------------------------------------- | --------------------------------------- | --------------------------------------- |
| 上一熱帶氣旋                            | 一號風暴信號                            | 下一熱帶氣旋                            |
| 超強颱風海燕                            | 一號風暴信號                            | 熱帶風暴玲玲                            |

## 外部連結
- （日語）http://www.jma.go.jp/ （页面存档备份，存于） 日本氣象廳首頁
- （英文）http://www.usno.navy.mil/JTWC/ （页面存档备份，存于） 聯合颱風警報中心首頁
- （简体中文）https://web.archive.org/web/20120928121548/http://www.nmc.gov.cn/ 中央氣象台首頁
- （繁體中文）http://www.cwb.gov.tw/ （页面存档备份，存于） 中央氣象局首頁
- （繁體中文）http://www.hko.gov.hk/ （页面存档备份，存于） 香港天文台首頁
- （繁體中文）http://www.smg.gov.mo/ （页面存档备份，存于） 澳門地球物理暨氣象局首頁
- （越南文）http://www.nchmf.gov.vn/ （页面存档备份，存于） 中央水文氣象預報中心首頁